# Inia amazońska
Inia amazońska, inia, inia orinocka (Inia geoffrensis) – gatunek ssaka rzecznego z rodziny iniowatych (Iniidae) żyjący w wodach Amazonki i Orinoko, a niekiedy również na okresowych rozlewiskach tych rzek. Osiąga długość 2–2,5 m oraz wagę około 100–150 kg. Żywi się rybami i niekiedy skorupiakami. Ma kolor jasnoszaro-różowy. Płetwy mięsiste, grube, płetwa ogonowa ma postrzępiony brzeg. Jej pysk wyciągnięty jest w dość długi i cienki dziób. Gatunek zagrożony jest głównie przez zanieczyszczenie wód, łodzie motorowe, a ostatnio również na skutek zabijania ich przez rybaków, którzy wykorzystują ich ciała jako przynęty. Inia rodzi jedno młode.

## Taksonomia
Gatunek po raz pierwszy zgodnie z zasadami nazewnictwa binominalnego opisał w 1817 roku francuski zoolog Henri Marie Ducrotay de Blainville nadając mu nazwę Delphinus (Delphinorhynchus) Geoffrensis. Holotyp pochodził prawdopodobnie z górnego biegu Amazonki w Brazylii. Holotypem był oprawiony okaz znajdujący się w Muzeum Historii Naturalnej w Paryżu; został zebrany przez Alexandre’a Rodrigueza Ferreirę około 1790 roku i zdeponowany w Museu da Ajuda w Lizbonie; następnie przywieziony do Muzeum Historii Naturalnej w Paryżu w 1810 przez Étienne’a Geoffroya Saint-Hilaire’a gdzie oprawiona skóra została pomalowana, aby imitować jej naturalne kolory.
Inie amazońskie żyjące w dorzeczu Orinoko zostały rozpoznane jako podgatunek „inia orinocka” (humboldtiana) przez niektórych autorów, ale prawdopodobnie dochodzi do przemieszczania się osobników między tym i sąsiednim dorzeczem Amazonki. Autorzy Illustrated Checklist of the Mammals of the World uznają ten gatunek za monotypowy.

### Etymologia
- Inia: tupijska nazwa inia dla inii amazońskiej[24].
- geoffrensis: prof. Étienne Geoffroy Saint-Hilaire (1772–1844), francuski przyrodnik[25].

### Nazewnictwo zwyczajowe
W polskiej literaturze zoologicznej gatunek I. geoffrensis był oznaczany nazwą „inia”. W wydanej w 2015 roku przez Muzeum i Instytut Zoologii Polskiej Akademii Nauk publikacji „Polskie nazewnictwo ssaków świata” gatunkowi nadano nazwę „inia amazońska”, rezerwując nazwę „inia” dla rodzaju tych waleni.

## Zasięg występowania
Inia amazońska występuje w większości dorzeczy Orinoko i Amazonki w Wenezueli, Kolumbii, Brazylii, Peru i Ekwadoru.
Wyróżnia się trzy morfologicznie odmienne subpopulacje, na podstawie których wyodrębnia się czasem dwa podgatunki:
- takson geoffrensis zamieszkuje większą część wód Amazonki wraz dopływami (do wysokości 100 m n.p.m.) Tocantins, Araguaia, Xingu do kaskady w Altamira, Tapajós do kaskady w São Luís, Madeira do kaskady w Porto Velho, Purús, Juruá, Icá, Japurá, Rio Branco, Rio Negro oraz rzekę Casiquiare wraz z górnymi biegami Orinoko w tym rzekę Atabapo[26].
- takson humboldtiana występuje w dorzeczu Orinoko, od ujścia po Puerto Ayacucho, włącznie z lewobrzeżnymi dopływami, Apure i Meta[27]. Pomimo bezpośredniego połączenia z obszarami występowania (rzeka Casiquiare) I. g. geoffrensis, migracje w porze suchej uniemożliwia urzeźbienie koryta górnych biegów Orinoko i Rio Negro oraz liczne wodospady Rio Negro czy kaskady Orinoko pomiędzy Puerto Samariapo i Puerto Ayacucho[28].

Na podstawie badań próbek DNA pobranych od osobników z dorzecza Orinoko oraz kolumbijskiej i boliwijskiej części dorzecza Amazonki, prowadzi się badania w celu wyodrębnienia dwóch nowych podgatunków z I. g. geoffrensis – pierwszego występującego na obszarach Boliwii oraz drugiego zamieszkującego pozostałe obszary występowania I. g. geoffrensis.

## Morfologia

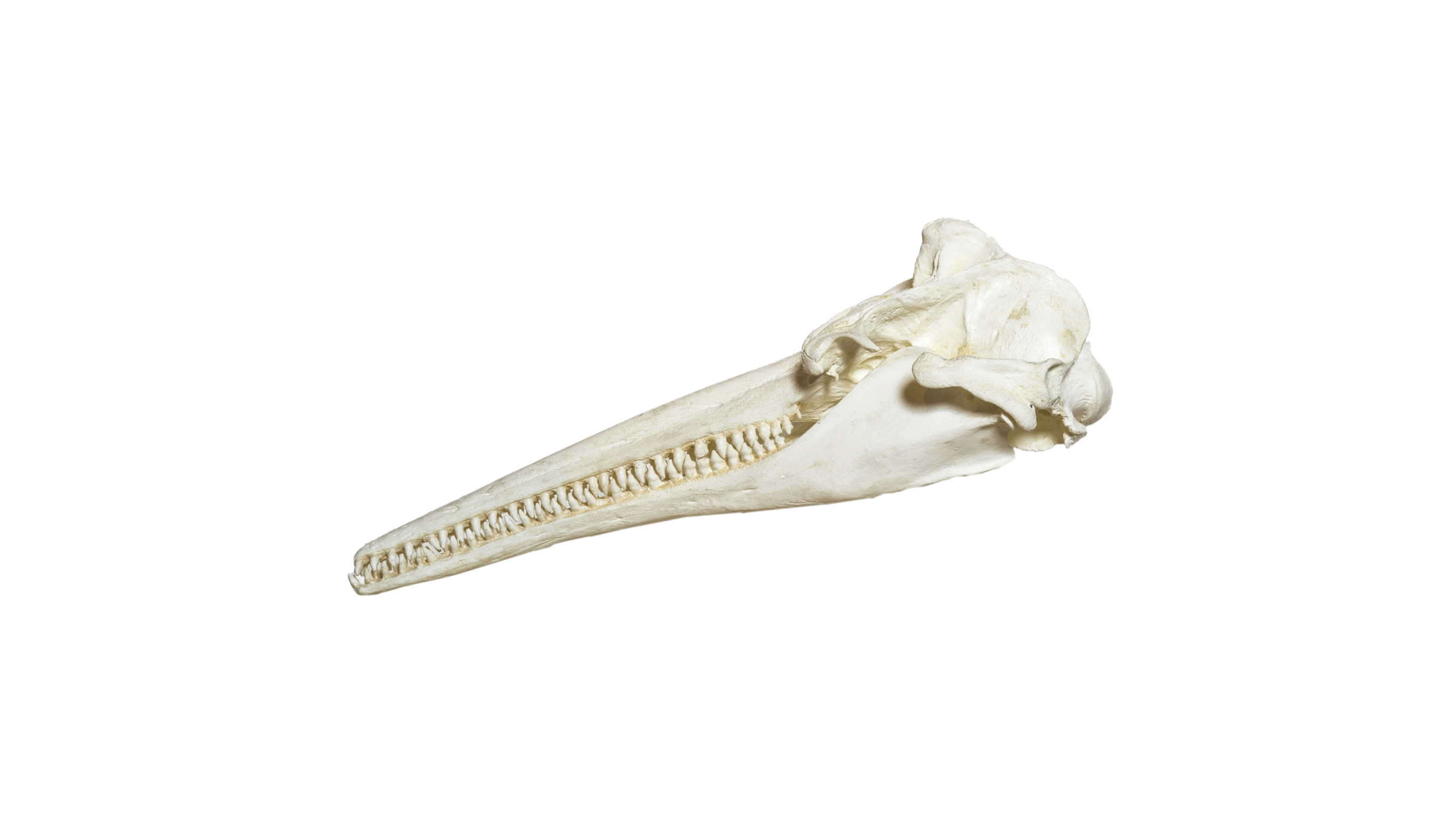
Czaszka

Długość ciała samic 182–225 cm, samców 219–255 cm; masa ciała samic 72–154 kg, samców 113,5–207 kg. Występuje widoczny dymorfizm płciowy – dorosłe samce są dłuższe i cięższe niż dorosłe samice. Noworodki osiągają długość ciała 80–90 cm przy ciężarze około 10–13 kg. Kolor skóry zmienia się z wiekiem. Młode osobniki są ciemnoszare, z czasem zmieniają odcień na srebrny lub różowy. Samce są intensywniej ubarwione od samic. Niektóre osobniki dorosłe mają ciemniejszy grzbiet – ciemnoróżowy lub nawet brunatny. Ubarwienie i jego intensywność są w dużej mierze zależne od temperatury i czystości wody oraz od położenia geograficznego. Inie sprawiają wrażenie ociężałych i powolnych, jednak zupełnie niesłusznie. W przeciwieństwie do budowy układu kostnego delfinów słonowodnych żaden z kręgów szyjny inii nie jest połączony z pozostałymi, dzięki czemu zwierzę ma duże pole ruchu głowy. Płetwy piersiowe są duże, regularne i równobocznie trójkątne. Niekiedy występuje 6 paliczków. Dzięki długim kościom ramiennym płetwy piersiowe mają pełny zakres ruchu kołowego, dlatego inia jest bardzo zwrotna i potrafi zwinnie poruszać się wokół podwodnej roślinności, co jednakże zmniejsza prędkość poruszania się. Czaszka I. geoffrensis jest mniej asymetryczna od czaszek innych zębowców, lecz wykrzywianie się dzioba nie jest u inii rzadkością. Oczy są małe, ale zapewniają dobrą widoczność nad i pod wodą. Na szczycie czaszki znajduje się proporcjonalnie mała poduszka powietrzna (melon), służąca zwierzęciu do echolokacji. Inia ma heterodontyczne uzębienie. Z przodu pyska zęby są ostre i stożkowate, tylne zaś są płaskie i tępo zakończone. W porównaniu do sotalii amazońskiej, zamieszkującego te same obszary, inia ma dłuższy dziób, słabiej zaznaczoną płetwę grzbietową, większe i szersze płetwy piersiowe oraz tępiej zakończony szczyt głowy. Zwierzęta te różnią się także ubarwieniem.

## Środowisko
Inia występuje wyłącznie w wodach słodkich. W Orinoko i basenie Amazonki zamieszkują wiele rodzajów siedlisk rzecznych, takich jak główne koryta rzeczne, mniejsze dopływy, kanały, jeziora przyrzeczne, z wyjątkiem odcinków rzek z zagęszczeniem wodospadów i kaskad. Koncentracje tych zwierząt występują najczęściej przy ujściach rzek i w pobliżu małych pojedynczych kaskad oraz w kanałach biegnących równolegle do rzeki głównej. W porze deszczowej preferują również tereny zalewowe na obszarach dorzeczy Amazonki. Na wylewach podążają najczęściej za większymi ławicami ryb.
Pożywienieryby, skorupiaki.
Dojrzałość płciowa: przy długości ok. 2 m.
Rozródciąża trwa około 10–11 miesięcy, noworodek ma ok. 80 cm długości.

## Status zagrożenia i wielkość populacji
W Czerwonej księdze gatunków zagrożonych Międzynarodowej Unii Ochrony Przyrody i Jej Zasobów został zaliczony do kategorii EN (ang. endangered „zagrożony”).
Inia jest najpospolitszym delfinem zamieszkującym rzeki. Zagęszczenie osobników jest stosunkowo duże na wszystkich obszarach, które zamieszkuje. Zasięg występowania i wielkość populacji nie zmieniła się znacznie na przestrzeni wieku. Liczba osobników na danym obszarze zmienia się w zależności od pory suchej lub deszczowej czyli poziomu rzek. Dokładne określenie wielkości populacji ogólnej lub populacji poszczególnych podgatunków jest trudne do ustalenia. Szacunki, odnośnie do tych wielkości opierane są jedynie na pojedynczych badaniach liczebności na wyznaczonych małych obszarach. Istnieją wyraźne różnice pomiędzy gęstością występowania inii w poszczególnych rzekach. Według badań z lat 80. XX wieku, przeprowadzonych na obszarze Boliwii, w rzece Ichilo zagęszczenie wynosi 1 os./4 km, w wodach Ipurupuru 1 os./0,9 km, a w rzece Ibare 1 os./1 km. Największe zagęszczenie występuje na obszarach Brazylii, Kolumbii i Peru, gdzie na obszarze jednego kilometra spotkać można nawet pięć lub więcej osobników tego gatunku. W dolnych biegach Amazonki i Orinoko występuje więcej zwierząt na kilometr rzeki, niż w ich górnych biegach. Skupienie zwierząt podczas pory suchej jest wyższe niż w czasie pory deszczowej. Powodem tej różnicy jest większa powierzchnia obszarów wodnych po podwyższeniu się poziomu wód płynących.
Od stycznia 1998 do września 1999 roku na 185-kilometrowym odcinku rzeki Tijamuchi w Boliwii, zaobserwowano 208 osobników inii (1,12 os./1 km). Badania przeprowadzone w 1987 roku na 1200 kilometrach Amazonki, od Manaus do Santo Antonio de Ica, wykazały obecność 332 osobników w przeciągu trzech tygodni. Na podstawie tych badań oraz danych dotyczących zasięgu występowania i zagęszczenia określono, że w południowoamerykańskich rzekach żyje w przybliżeniu 13 000 osobników na powierzchni około 11 240 km².